# Ямагути, Сатоси
Сатоси Ямагути (яп. 山口 智 Ямагути Сатоси, род. 17 апреля 1978, Коти) — японский футболист, футбольный тренер.

## Карьера
На протяжении своей футбольной карьеры выступал за клубы «ДЖЕФ Юнайтед Итихара Тиба», «Гамба Осака».

## Национальная сборная
В 2009 году сыграл за национальную сборную Японии 2 матча. Также участвовал в Чемпионате мира среди молодёжных команд 1997 года.

## Статистика за сборную
| Сборная Японии | Сборная Японии | Сборная Японии |
| Год            | Матчи          | Голы           |
| -------------- | -------------- | -------------- |
| 2009           | 2              | 0              |
| Итого          | 2              | 0              |

## Достижения
- Джей-лиги: 2005
- Кубок Императора: 2008, 2009
- Кубок Джей-лиги: 2007